# 한국조형예술고등학교
한국조형예술고등학교(韓國造形藝術高等學校)는 대한민국 부산광역시 남구 용호동에 있는 공립 고등학교이다.

## 학교 연혁
- 1973년 11월 23일 : 부산공예학교 설립인가
- 1973년 12월 1일 : 초대 정원모 교장 취임
- 1974년 3월 16일 : 부산공예학교 제1회 입학식(120명 3학급), 개교기념일
- 1980년 11월 8일 : 부산공예고등학교 설립인가(도자공예과, 목칠공예과, 사진인쇄과, 의장도안과, 회화과 합계 5개학과 15학급)
- 1980년 11월 18일 : 부산공예고등학교로 교명 변경
- 1992년 8월 3일 : 학칙변경 인가(학급수 학년당 도자공예과 남 1, 여 1 / 목칠공예과 남 1, 여 1 / 사진인쇄과 남 1, 여 1 / 디자인과 남 1, 여 2 합계 4개학과 27학급)
- 1998년 1월 6일 : 부산디자인고등학교 개편 (세라믹아트디자인과 2학급/인테리어디자인과 2학급/영상출판디자인과 2학급/그래픽디자인과 2학급 합계 4개학과, 24학급, 남녀 320명)
- 2002년 3월 1일 : 부산광역시교육청 자율학교 시범운영 지정(2002. 3. 1 ~ 2005. 2. 28 3개 학.간)
- 2003년 4월 4일 : 펜싱부 창단(사브르 종목)
- 2006년 11월 22일 : 도서관(예지관) 개관
- 2010년 3월 2일 : 용호동 신축교사 이전／개교 및 입학식 (8학급 241명)
- 2014년 3월 1일 : 한국조형예술고등학교로 교명 변경
- 2023년 9월 1일 : 제22대 염종우 교장 취임
- 2025년 2월 6일 : 제49회 졸업식(161명, 누계 11,398명)
- 2025년 3월 4일 : 2025학년도 입학식(166명 8학급)

## 참고 자료
- 한국조형예술고등학교 - 한국교육학술정보원 학교알리미